# Limnophila (Lasiomastix) macrocera
Limnophila (Lasiomastix) macrocera is een tweevleugelige uit de familie steltmuggen (Limoniidae). De soort komt voor in het Nearctisch gebied.